# Коста-и-Силва, Антониу Франсиску

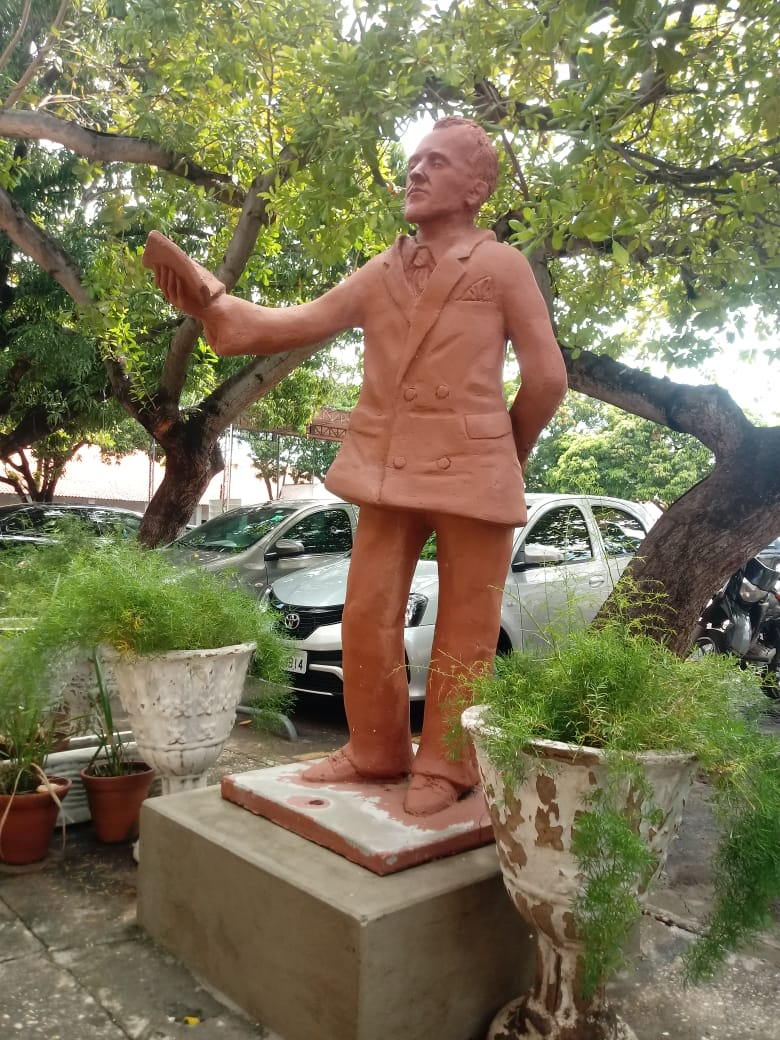
Статуя Антониу Франсиску Коста-и-Силва в столице штата Пиауи — г.Терезина

Антониу Франсиску Коста-и-Силва (порт. Antônio Francisco da Costa e Silva; 28 ноября 1885, Амаранти (Пиауи) — 29 июня 1950, Рио-де-Жанейро) — бразильский поэт. Член Академии литературы в Пиауи. 

## Биография
Сочинять стихи стал в раннем возрасте. В 1901 году в «Revista do Grêmio Literário Amarantino» были опубликованы его первые стихи. В 1908 году опубликовал первый сборник поэзии «Sangue».
В последующие десятилетия занимал различные должности в Национальном казначействе, сотрудничал с газетами «Diário de Minas», «Illustration Brasileira» и «O Malho».
В 1927 году издал сборник стихов «Verônica», написанный под влиянием потери его жены Алисы в 1919 году. В 1931 году был уволен из Национального казначейства; два года спустя Либеральная республиканская партия штата Пиауи выдвинула его кандидатуру в Национальное учредительное собрание.
Антониу Франсиску Коста-и-Силва — поэт-символист. Автор гимна штата Пиауи, нескольких сборник стихов «Зодиак» (1917), «Пандора» (1919), «Антология» (1934), «Посмертная поэзия» (1950) и «Саудадес» (1956). По словам специалистов его стихи представляют собой «свободную и богатую музыкальность языка, в котором существует точное соответствие между звуком и значением и в котором каждое слово имеет точное значение в звучании поэзии».
Его сын Альберто да Коста-и-Силва, известный бразильский дипломат, писатель, историк, член Бразильской академии литературы, действительный член Института Истории и Географии Бразилии.

## Избранная библиография
- Sangue (1908),
- Elegia dos Olhos,
- Poema da Natureza,
- Clepsidra,
- Zodíaco (1917),
- Verhaeren (1917),
- Pandora (1919),
- Verônica (1927),
- Alhambra (1925—1933),
- Antologia (1934),
- Poesias Completas (1950).

## Память
- Имя поэта носит площадь в Терезине, несколько публичных библиотек (Жеминиану, Флориану).